# Super Moonies
Super Moonies war eine deutsche Popgruppe, die 1998 aufgrund des Erfolges der TV-Ausstrahlung der Anime-Serie Sailor Moon gegründet wurde. Sie galt als Versuch der deutschen Plattenindustrie, Anime und Anime-Musik als Zugpferd für deutsche Eigenproduktionen zu verwenden.
Die größten Erfolge der Gruppe waren das zweite und das dritte Titellied zur Sailor-Moon-Serie (Kämpfe Sailor Moon und Macht des Mondes) und Auftritte als Vorband von Jasmin Wagner (Blümchen) und Aaron Carter ab Winter 1998. Insgesamt verkaufte die Gruppe mehr als eine Million Tonträger.

## Bandmitglieder
Super Moonies bestand aus der Sängerin Bianca Hanif (alias Kisu = jap. Kuss) und den beiden Tänzern Gabriela Gottschalk (alias Sailor Moon) und Jascha Anantapongse (alias Tuxedo Mask).
Bianca Hanif (2025 verstorben) und Gabriela Gottschalk waren vorher Cheerleader bei den Hamburg Blue Angels gewesen, einer der Cheerleader-Squads der Hamburg Blue Devils – ebenso wie Jasmin Wagner (Blümchen).
Gabriela Gottschalk arbeitet mittlerweile als Choreographin in Hamburg und ist Mitglied der Pop-Gruppe Hot Banditoz. Jascha Anantapongse ist Zahnarzt in Seevetal. 
Bianca Hanif ist im Juli 2025 im Alter von 47 Jahren verstorben.

## Marketing
Für die Werbung wurde geschickt der frisch einsetzende Anime-Boom in Deutschland genutzt – als das umfangreiche Angebot der japanischen Musikindustrie, speziell bei Anime-Soundtracks, unter deutschen Fans noch kaum bekannt war.

## Diskografie
Die Lieder der Gruppe wurden von Avenue Music in München produziert, die CDs sind bei edel music erschienen:
- 3. August 1998: CD Sailor Moons Welt
- 21. September 1998: Single-Auskopplung Kämpfe Sailor Moon
- 4. Januar 1999: CD Sailor Moons Wintertraum
- 19. Juli 1999: CD Die Macht des Mondes
- 24. Januar 2000: CD Silver Millennium – Best of Super Moonies

Zusätzliche, nicht auf diesen CDs enthaltene Lieder wurden im Rahmen der „Sailor Moon“-CD-Compilations neben verschiedenen „Charthits“ veröffentlicht.